# Kidepo-Valley-Nationalpark
Der Kidepo-Valley-Nationalpark, auch Kidepo-Nationalpark genannt, ist ein 1442 km² großes Naturschutzgebiet im Nordosten Ugandas, direkt an der Südgrenze zum Südsudan gelegen, wo sich das zum gleichen Ökosystem gehörende, 1050 km² große Kidepo-Reservat anschließt.

## Geschichte
Der Kidepo-Valley-Nationalpark wurde 1958 unter der britischen Kolonialregierung als Tierreservat eingerichtet. Hierzu wurde das Volk der Ik aus dem fruchtbaren Kidepo-Tal vertrieben, was zu einer Hungersnot unter den Ik beitrug. Im Jahr 1962 wurde das Reservat zu einem Nationalpark umgewandelt.

## Geographie und Ökologie
Die Landschaft des Kidepo-Valley-Nationalparks besteht aus zwei Tälern mit den beiden Flüssen Kidepo und Narus und ist umringt von einer Gebirgslandschaft mit dem Berg Morungole. Die Vegetation ist von Baum- und Buschsavanne geprägt, dichtstehende Borassuspalmen finden sich an den Ufern des Kidepoflusses. Auf den bis zu 2740 m hohen Napore-Bergen im Südwesten des Parks wächst dichter Wald. Im übrigen Nationalpark beträgt die Höhe über dem Meeresspiegel 900 bis 1200 m, der Jahresniederschlag 450 bis 1000 mm.
Die Tierwelt, die in anderen Teilen Ugandas kaum zu finden ist, besteht aus 86 Säugetier- und rund 500 Vogelarten. Unter den ständigen Bewohnern sind Große Kudus, Kuhantilopen, Bleichböckchen und Rothschild-Giraffen sowie Löwen, Leoparden, Streifenhyänen und Geparde, während Elefantenherden, die insgesamt etwa 600 Tiere umfassen, und Herden Afrikanischer Büffel bei der Suche nach temporären Wasserstellen den sonst trockenen Park aufsuchen.

## Tourismus

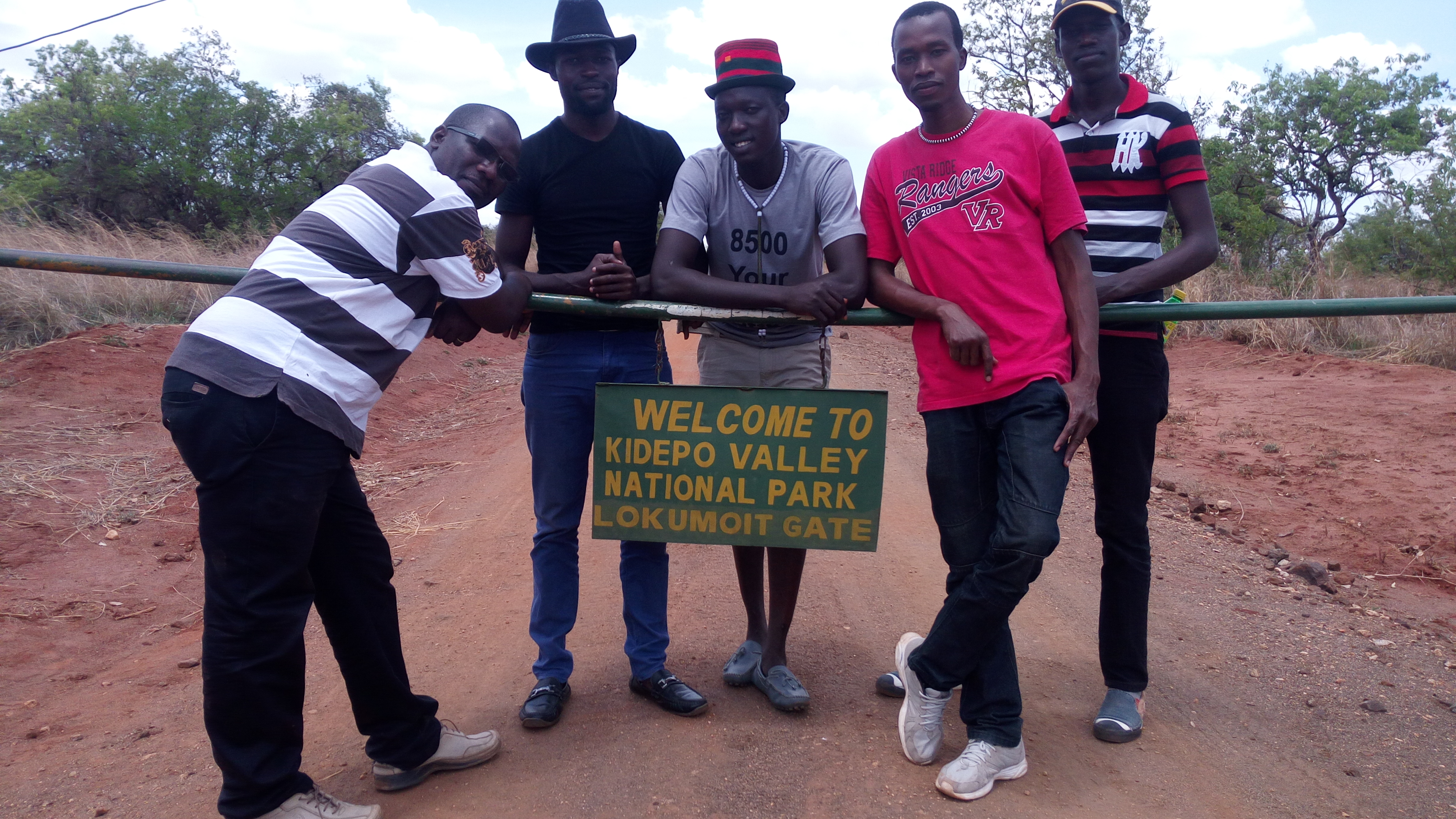
Mercy-Corps-Team vor Lokumoit Gate.

Der Park wird wenig besucht, weil er schwer zu erreichen ist, insbesondere in der Regenzeit, die von April bis September dauert.